# Chinese Exclusion Act
Chinese Exclusion Act var en amerikansk lov, vedtaget af USA's 47. kongres, underskrevet 6. maj 1882 af præsident Chester A. Arthur, for at standse den kinesiske indvandring til USA, fordi der især på vestkysten var arbejdsløshed og faldende lønninger blandt amerikanere, født i USA pga. indvandrede kinesere, der desuden også blev betragtet som racemæssigt underlegne. Den tillod dog de kinesere, der boede i USA før 17. november 1880 at blive i USA. Loven efterfulgte Chinese Exclusion Treaty fra 1880. Med denne lov blev indvandring af kinesere stoppet i ti år. Desuden forhindrede den også kinesere i at opnå amerikansk statsborgerskab. I 1892 blev Geary Act (egentligt ''Act to Prohibit the Coming of Chinese Persons into the United States) vedtaget, hvilket forlængede forbuddet i yderligere ti år. I 1902 blev loven gjort permanent, hvilket desuden medførte, at alle kinesere i USA skulle lade sig registrere, så de kunne modtage en bopælsattest uden hvilket vedkommende kunne blive deporteret.
I 1920'erne blev indvandringen begrænset yderligere. I 1929 begrænsede man indvandringen generelt til 150.000 om året, mens der blev lukket for al indvandring fra Asien. Loven blev først ophævet, da man i 1943 vedtog Chinese Exclusion Repeal Act (Også kendt som Magnuson Act), fordi USA i mellemtiden var blevet allieret med Kina i krigen mod Japan i forbindelse med 2. verdenskrig. Der var dog ikke åbnet op for fri indvandring, idet man satte en begrænsning på 105 kinesiske indvandrere om året. Det var således først, da man i 1965 vedtog Immigration Act, der med virkning fra 1968 dels ophævede landespecifikke særregler og dels satte en begrænsning på 170.000 indvandrere om året fra lande udenfor den vestlige halvkugle (dog højest 20.000 fra hvert land), at kinesisk indvandring steg igen.